# Olsen Beach
Der Olsen Beach ist ein großer Strand an der Nordküste Südgeorgiens im Südatlantik. In der Busen-Region liegt er südöstlich der Alert Cove am Südufer des Husvik Harbour sowie am Eingang zum Olsen Valley.
Das UK Antarctic Place-Names Committee benannte ihn 2013 in Anlehnung an die Benennung des gleichnamigen Tals. Dessen Namensgeber ist Nils Erling Olsen (1910–1975), von 1950 bis 1956 Manager des norwegischen Walfangunternehmens Tønsbergs Hvalfangeri.